# Нижний Богородский ручей
Нижний Богоро́дский ручей — малая река в районе Богородское Восточного административного округа города Москвы, левый приток реки Яузы. По состоянию на начало 2018 года заключена в подземный коллектор. Длина реки с временным водотоком в верховьях составляет 1,7 км, площадь водосборного бассейна — 1,5 км².
Своё название ручей получил во второй половине XX века по бывшему селу Богородское, по территории которого проходил вблизи Мясниковской улицы. Ручей начинался в районе современного стадиона «Алмаз», проходил на северо-запад вдоль 3-й Гражданской улицы, затем поворачивал на запад и впадал в Яузу, ниже Богатырского моста.